# 南観音橋

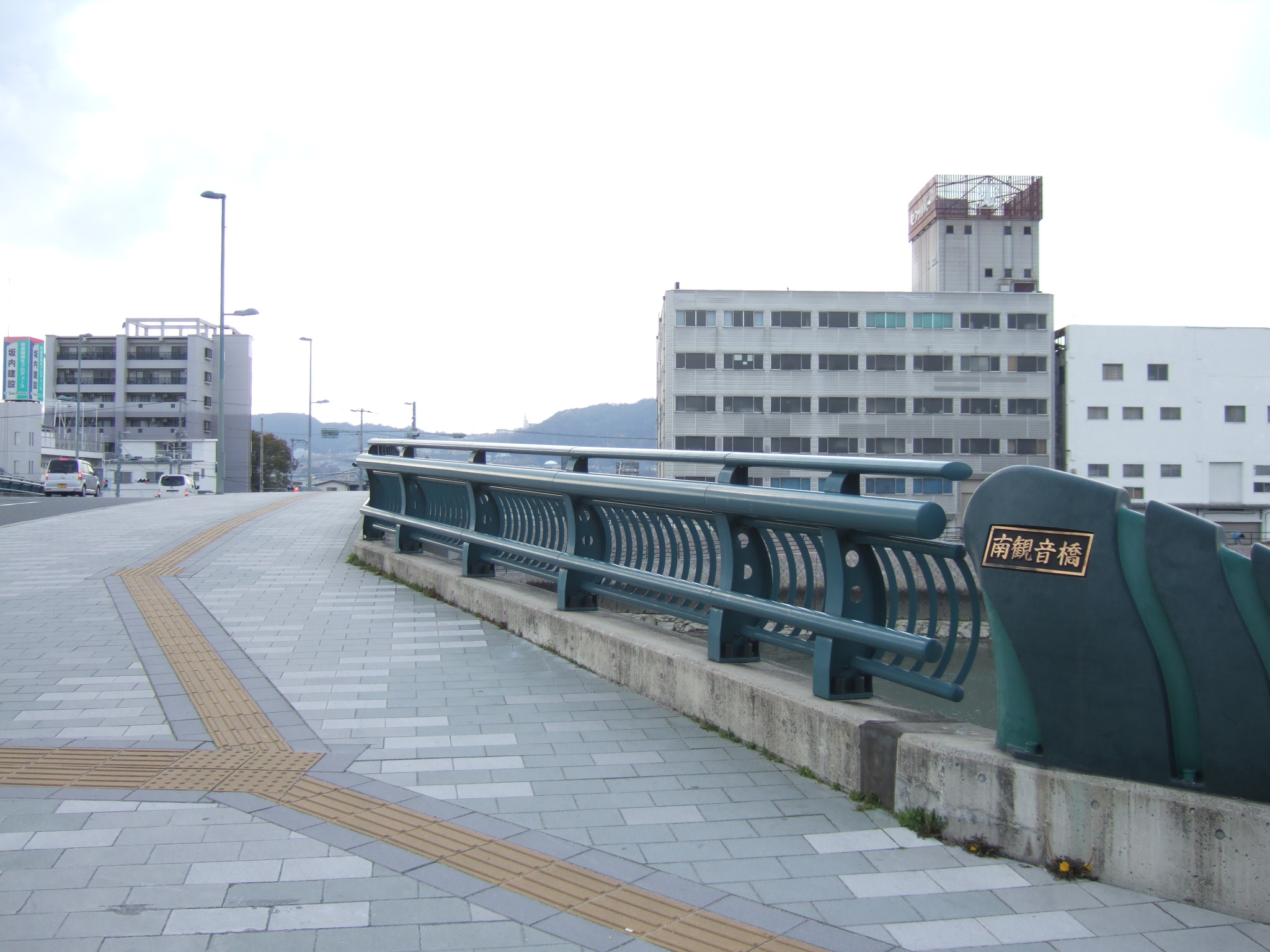
橋名板

南観音橋（みなみかんおんばし）は、広島県広島市の天満川に架かる道路橋。

## 概要
中区舟入と西区観音を結ぶ広島市道吉島観音線筋の橋である。
上流側に国道2号筋の新観音橋、下流側に広島市道霞庚午線筋の昭和大橋が架かる。西には広島県道262号南観音観音線（空港通り）が、東へ道沿いに行くと舟入橋、さらに東へ行くと南大橋から広島赤十字・原爆病院へとたどり着く。
2004年に架橋された。

## 諸元
- 路線名：広島市道吉島観音線
- 橋長：88.7m
- 幅員：車道3.0mx3、歩道5.0x2
- 上部工：3径間連続鈑桁橋
- 下部工：RC逆T式橋台2基、RC壁式橋脚2基
- 基礎工：橋台および橋脚 - 場所打ち杭基礎